# Attilio Moresi

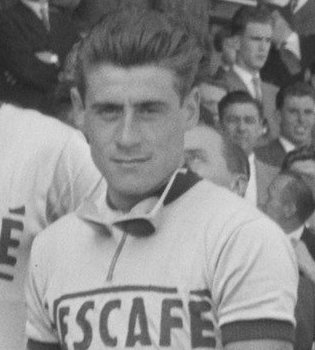
Attilio Moresi (1956)

Attilio «Tilo» Moresi (* 26. Juli 1933 in Viganello; † 25. April 1995 in Valcolla) war ein Schweizer Radrennfahrer.

## Sportliche Laufbahn
Moresi begann seine radsportliche Laufbahn 1949. Er wechselte im Mai 1956 von der Amateurklasse zu den Berufsfahrern. Der erste grosse Erfolg von Attilio Moresi war 1953 der Sieg beim Giro del Mendrisiotto, noch als Amateur. Zwei Jahre später wurde er Schweizer Strassenmeister der Amateure. Als Profi gewann er 1961 den Grand Prix di Lugano sowie die Gesamtwertung der Tour de Suisse. 1963 wurde er nochmals Schweizer Strassenmeister, dieses Mal bei den Profis.
Moresi nahm zehnmal an der Tour de Suisse teil sowie je fünfmal an der Tour de Romandie und dem Giro d’Italia. Dreimal startete er auch bei der Tour de France, erreichte aber niemals Paris.

## Berufliches
Moresi absolvierte eine Ausbildung als Spengler.